# Chascanum krookii
Chascanum krookii là một loài thực vật có hoa trong họ Cỏ roi ngựa. Loài này được (Gürke ex Zahlbr.) Moldenke mô tả khoa học đầu tiên năm 1933.